# Hallwang
Hallwang is een gemeente in de Oostenrijkse deelstaat Salzburg, gelegen in het district Salzburg-Umgebung. De gemeente heeft ongeveer 3500 inwoners.

## Geografie
Hallwang heeft een oppervlakte van 13,12 km². De gemeente ligt in het middennoorden van Oostenrijk, dicht bij de grens met de Duitse deelstaat Beieren.

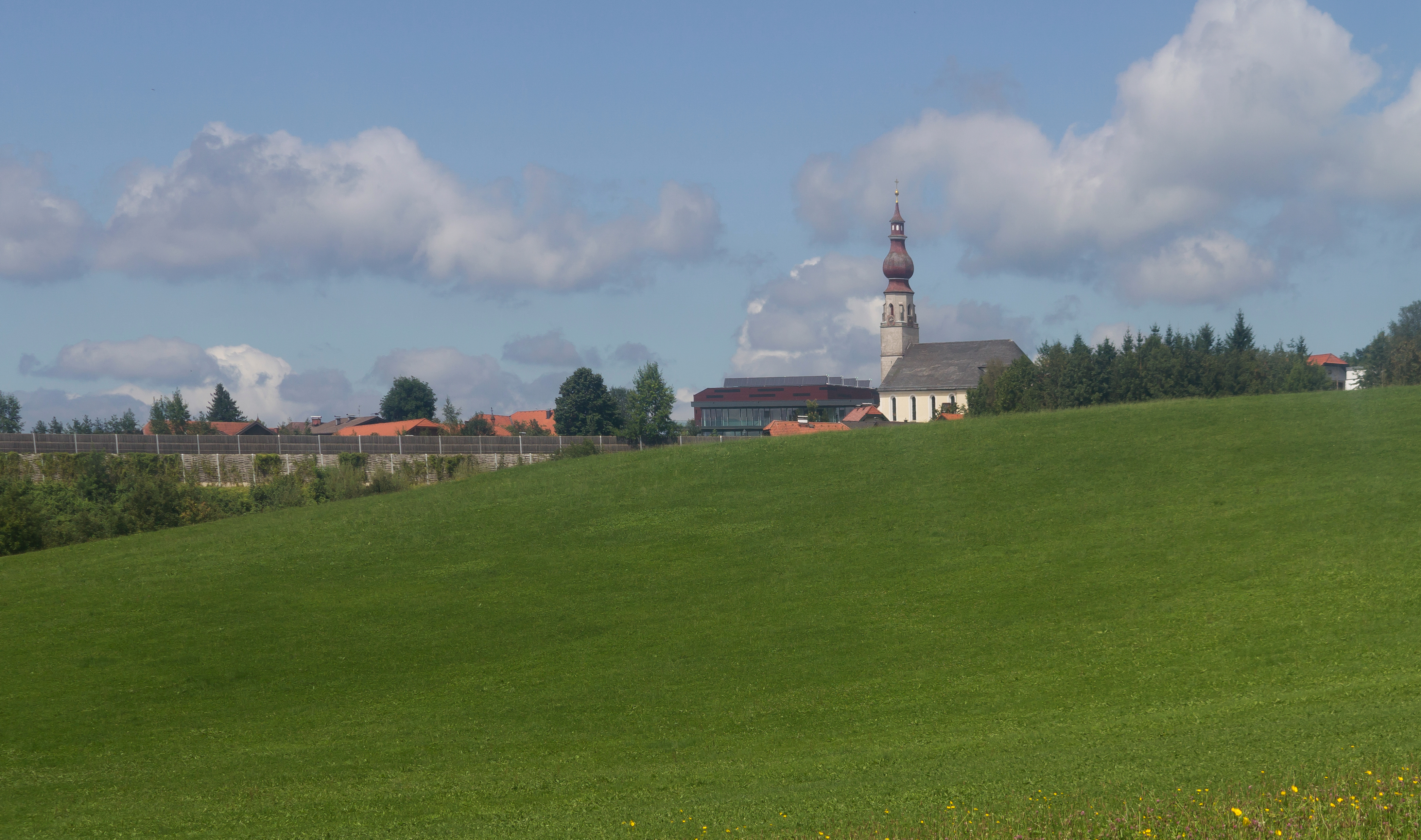
Hallwang bei Salzburg, katholieke kerk (Pfarrkirche Sankt Martin) in het dorp

Anif · Anthering · Bergheim · Berndorf bei Salzburg · Bürmoos · Dorfbeuern · Ebenau · Elixhausen · Elsbethen · Eugendorf · Faistenau · Fuschl am See · Großgmain · Göming · Grödig · Hallwang · Henndorf am Wallersee · Hintersee · Hof · Koppl · Köstendorf · Lamprechtshausen · Mattsee · Neumarkt am Wallersee · Nußdorf am Haunsberg · Oberndorf bei Salzburg · Obertrum · Plainfeld · Schleedorf · Seeham · Seekirchen am Wallersee · St. Georgen bei Salzburg · St. Gilgen · Straßwalchen · Strobl · Thalgau · Wals-Siezenheim
- Gemeinsame Normdatei: 4342022-9
- Nationale Bibliotheek van Israël: 987007557663605171
- Virtual International Authority File: 125008721